# Борецкий, Иван Петрович
Иван Петрович Борецкий (настоящая фамилия — Пустошкин; 1795—1842) — русский драматический актёр, ученик и секретарь князя А. А. Шаховского.

## Биография
Иван Петрович Пустошкин родился 5 февраля 1795 в селе Панихино Новоладожского уезда Санкт-Петербургской губернии.
Из дворян. Отец — новоладожский помещик Петр Дмитриевич Пустошкин. Воспитывался в Горном кадетском корпусе, в 1813 году Пустошкин прапорщик Литовского полка, уволен к статским делам в 1816 году. В 1817 году определён в правление Государственного заемного банка, произведён в 13 класс. В том же году уволен. Замеченный князем Шаховским, Борецкий воспользовался его покровительством и школой. В 1818 году Борецкий уже в составе Императорской драматической труппы, «обязанный играть в трагедиях, драмах и комедиях». По «Запискам» П. А. Каратыгина , Борецкий дебютировал в «Эдипе» Озерова; роль эффектная и благодарная; успех был блестящий, но зато он в этой роли как бы истратил весь запас своего дарования и не пошёл далее; во всех последующих ролях проглядывал тот же слепой Эдип. Играл Борецкий и в водевилях. Когда Положением 1825 г. был установлен Комитет для «чтения и суждения» поступающих в дирекцию пьес, Борецкий вошёл в него в качестве чтеца.
В период с 1817 по 1820 годы встречался с А. С. Пушкиным у Шаховского и в петербургских театральных кругах . Упомянут Пушкиным в «Моих замечаниях об русском театре»

 «Яковлев имел часто восхитительные порывы гения, иногда порывы лубочного Тальма. Брянский всегда, везде одинаков. Вечно улыбающийся Фингал, Тезей, Орозман, Язон, Димитрий — равно бездушны, надуты, принужденны, томительны. Напрасно говорите вы ему: расшевелись, батюшка! развернись, рассердись, ну! ну! Неловкий, размеренный, сжатый во всех движениях, он не умеет владеть ни своим голосом, ни своей фигурою. Брянский в трагедии никогда никого не тронул, а в комедии не рассмешил. Несмотря на это, как комический актёр он имеет преимущество и даже истинное достоинство.
Оставляю на жертву бенуару Щеникова, Глухарева, Каменогорского, Толченова и проч. Все они, принятые сначала с восторгом, а после падшие в презрение самого райка, погибли без шума. Но из числа сих отверженных исключим Борецкого. Любовь, иные думают, несчастная, к своему искусству увлекла его на трагическую сцену. Он не имеет величественной осанки Яковлева, ни даже довольно приятной фигуры Брянского, его напев ещё однообразнее и томительнее, вообще играет он хуже его. Certes! c’est beaucoup dire1) — со всем тем я Борецкого предпочитаю Брянскому. Борецкий имеет чувство; мы слыхали порывы души его в роли Эдипа и старого Горация. Надежда в нём не пропала. Искоренение всех привычек, совершенная перемена методы, новый образ выражаться могут сделать из Борецкого, одарённого средствами душевными и физическими, актера с великим достоинством.»

Борецкий состоял в приятельских отношениях (по некоторым источникам в родственных) с М. А. Бестужевым.

Борецкий, как тебе известно, актёр по страсти. Настоящая его фамилия Пустошкин. Он новогородский дворянин и наш дальний родственник; человек простой, но безупречно честный. Любит он наше семейство более, нежели театр, для которого он променял будущность военного офицера на славу: со временем сделаться Яковлевым, — его идолом.— «Воспоминания Михаила Бестужева»
После Декабрьского восстания на Сенатской площади несколько дней укрывал Бестужева в своем доме и снабдил его крестьянской одеждой.

«В доме актера И. П. Борецкого (настоящая фамилия Пустошкин) после восстания на Сенатской площади скрывался М. А. Бестужев, после его ареста Борецкий был задержан и допрошен В. В. Левашовым. 17 декабря Комитет на первом своем заседании рассматривал бумаги арестантов, в том числе и Борецкого, 23 декабря была зачитана запись допроса Левашова. Вскоре после этого Борецкий был по высочайшему повелению освобождён, а 1 января ему были возвращены изъятые бумаги».
В феврале 1841 года пожалована пенсия, в 1841 году уволен от службы.

## Роли в театре
- (Дебют) Эдип в Афинах(пьеса Озерова — 25.01.1818 — Малый театр.
- (Дебют) Абуфар, или арабское семейство — 16.05.1818 — Большой театр.
- Эдип — 12.06.1819 — Я. Брянский (Магомет), Толченов, (Омар), Борецкий (Зопир), Колосова (Пальмира), Булатов (Сеид), Глухарев (Фанор).
- Семирамида — 4.03.1823 — Е. Семенова (Меропа), В. Каратыгин (Эгист), Толченов (Полифон), Борецкий (Арбас), Радин (Эвриклес), Калинин (Эракс), Лобанова (Йемена)
- Молодые супруги (пьеса А. С. Грибоедова. Актёры: Сосницкий (Арист), Дюрова (Эльмира), Борецкий (Сафир).) — 15.01.1825 — Новый театр.
- Пожарский (трагедияКрюковского; актёры: Каратыгин Б. (Пожарской), Семенова Б. (Ольга), Серков (Георгий), Каменогорский (Минин), Толченов (Заруцкий), Радин (Есаул), Носов (Вождь дружины), Калинин (Славен), Борецкий (Начальник дружины). — 03.02.1825 — Большой театр.
- Горе от ума (отрывок из первого действия) был показан 2.12.1829 года. Сосницкий (Чацкий), Борецкий (Фамусов) — Большой театр (Петербург).
- Заколдованный дом (драма). Актёры: Борецкий И. (Граф С. Валье)
- Велизарий (драма). Актёры: Борецкий И. (Протоген)
- Король Лир (трагедия). Актёры: Борецкий И.(Герцицог Албанский)
- Разбойники (трагедия). Актёры: Борецкий И.(Граф фон Моор)
- Ермак (трагедия). Актёры: Борецкий И.(Шаман)
- Уголино (драма). Актёры: Борецкий И. (Пустовейник)
- Жизнь игрока(драма). Актёры: Борецкий И.(Жермани)
- Лукавин (комедия Александра Писарева).Актёры: Борецкий И.(Досажаев)
- Гризельда (трагедия). Актёры: Борецкий И. (Индрик)
- Недотрога (комедия). Актёры: Борецкий И. (Миронович)
- Рославлев (драма). Актёры: Борецкий И. (Савелич)
- Милославский (драма). Актёры: Борецкий И. (Митя)
- Александр Македонский(драма). Актёры: Борецкий И. (Колисфен)
- Падение Мисолонга (драма). Актёры: Борецкий И. (президент)
- Скопин-Шуйский (драма Нестора Кукольника). Актёры: Борецкий И. (Яша)
- Дмитрий Донской (трагедия)Актёры:
- Рекрутский набор (драма). Актёры:
- Обман в пользу любви (комедия). Актёры:

## Смерть
Умер в больнице Всех скорбящих (Обуховская больница) на Петергофском шоссе 15 декабря 1842 года лишившись рассудка, похоронен в с. Мотохове Новоладожского уезда.
Надпись на могильной плите:

Пустошнинъ-Борецкій Ӏоаннъ, р. 5 февраля 1795 † 15 декабря 1842. «Товарищъ, мужъ, отецъ, ты жилъ безъ укоризны, былъ воинъ, былъ артнетъ, былъ честный человѣкъ. Господь воззвалъ тебя—тамъ отдохнешь отъ жизни».
—  Русский провинциальный некрополь. Том первый. Москва 1914 г.

## Семья
- Жена (с 17.11.1825) — Александра Федоровна Воробьева, воспитанница лужского помещика гвардии штабс-капитана Татищева. (Татищев, Фёдор Васильевич (1772-1829) — Участник войны 1812 года. Гдовский уездный предводитель дворянства.)
- Дети Пустошкина крещены под фамилией Борецких, но потом стали именоваться Пустошкиными.
- Потомки Пустошкина — Наталья Валерьевна Ходячева (род.1980г.) — Советский и российский художник и Декоратор (профессия). Член арт-группы Старый город (арт-группа)[3] и Международной ассоциации художников — потомков дворянских родов[4], представитель «Петербургской школы фантастического реализма»[5].

## В литературе
Борецкий выступает в качестве литературного персонажа в повести Бориса Голлера «Петербургские флейты» (1984), напечатанной в журнале «Звезда» № 6 за 1999 год (см. ОДИССЕЯ БОРЕЦКОГО).